# Neastacilla ochroleuca
Neastacilla ochroleuca är en kräftdjursart som beskrevs av Oleg Grigor'evich Kussakin och Galina S. Vasina 1990. Neastacilla ochroleuca ingår i släktet Neastacilla och familjen Arcturidae. Inga underarter finns listade i Catalogue of Life.